# 丸亀駅
丸亀駅（まるがめえき）は、香川県丸亀市新町にある、四国旅客鉄道（JR四国）予讃線の駅である。駅番号はY10。
臨時列車を除き、特急を含めた全旅客列車が停車する。

## 歴史
- 1889年（明治22年）5月23日：讃岐鉄道の駅として、 琴平駅 - 当駅間開通時に開設[2][3]。
- 1897年（明治30年）2月21日：讃岐鉄道線が高松駅まで延伸[4]。
- 1904年（明治37年）12月1日：山陽鉄道に移管[4]。
- 1906年（明治39年）12月1日：山陽鉄道が国有化され、官設鉄道の駅となる[3][4]。
- 1982年（昭和57年）5月15日：車扱貨物取扱廃止[3]。
- 1986年（昭和61年）11月1日：荷物扱い廃止[3]。特急停車駅となる[5]。
- 1987年（昭和62年）
  - 4月1日：国鉄分割民営化により、四国旅客鉄道（JR四国）の駅となる[3]。
  - 10月2日：高架化に伴い移転[3]。
- 1993年（平成5年）6月2日：14時54分頃、琴平駅発岡山駅行普通列車が出発信号機が停止現示なのを見落として出発し、安全側線に乗り上げて脱線する事故が発生[6]。
- 1994年（平成6年）5月13日：七尾駅と親善駅となる[7]。
- 2014年（平成26年）3月1日：ICカード「ICOCA」の利用が可能となる[8]。ICカード専用簡易改札機で対応。
- 2021年（令和3年）3月22日：丸亀駅前郵便局が当駅構内1階に移転し、丸亀駅内郵便局と改称[9][10]。
- 2022年（令和4年）12月28日：この日をもって、「丸亀駅ワーププラザ」の営業を終了[11]。

## 駅構造
相対式ホーム2面2線を有する高架駅。高架化工事で仮線に切替えられるまでは単式・島式ホーム複合型2面3線であった。ホームは曲線を描いており、線路も通過列車があるためカントが付けてある。
みどりの窓口ではMARS端末を2台設置しているほか、みどりの券売機、オレンジカードが使える自動券売機が設置されている。
丸亀市の津波避難ビルに指定されている。

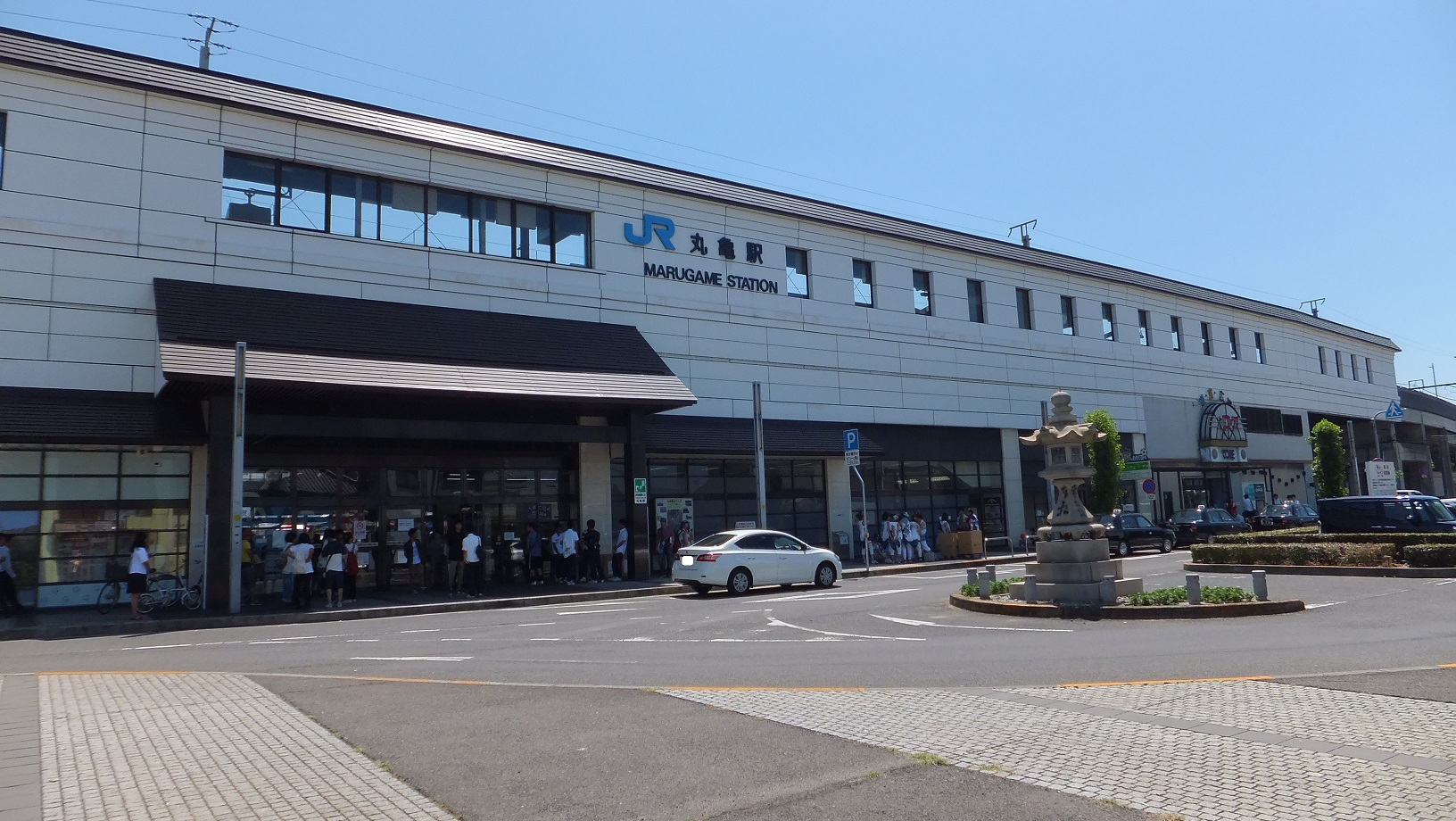
北口（2015年8月）

駅構内に子会社が開発・運営する商業施設、Pico丸亀がある。

### のりば
| のりば | 路線    | 方向 | 行先                         | 備考                                    |
| ------ | ------- | ---- | ---------------------------- | --------------------------------------- |
| 1      | ■予讃線 | 下り | 観音寺・松山・琴平・高知方面 | 一部列車は多度津駅から■土讃線へ直通     |
| 2      | ■予讃線 | 上り | 坂出・高松・岡山方面         | 一部列車は宇多津駅から■瀬戸大橋線へ直通 |

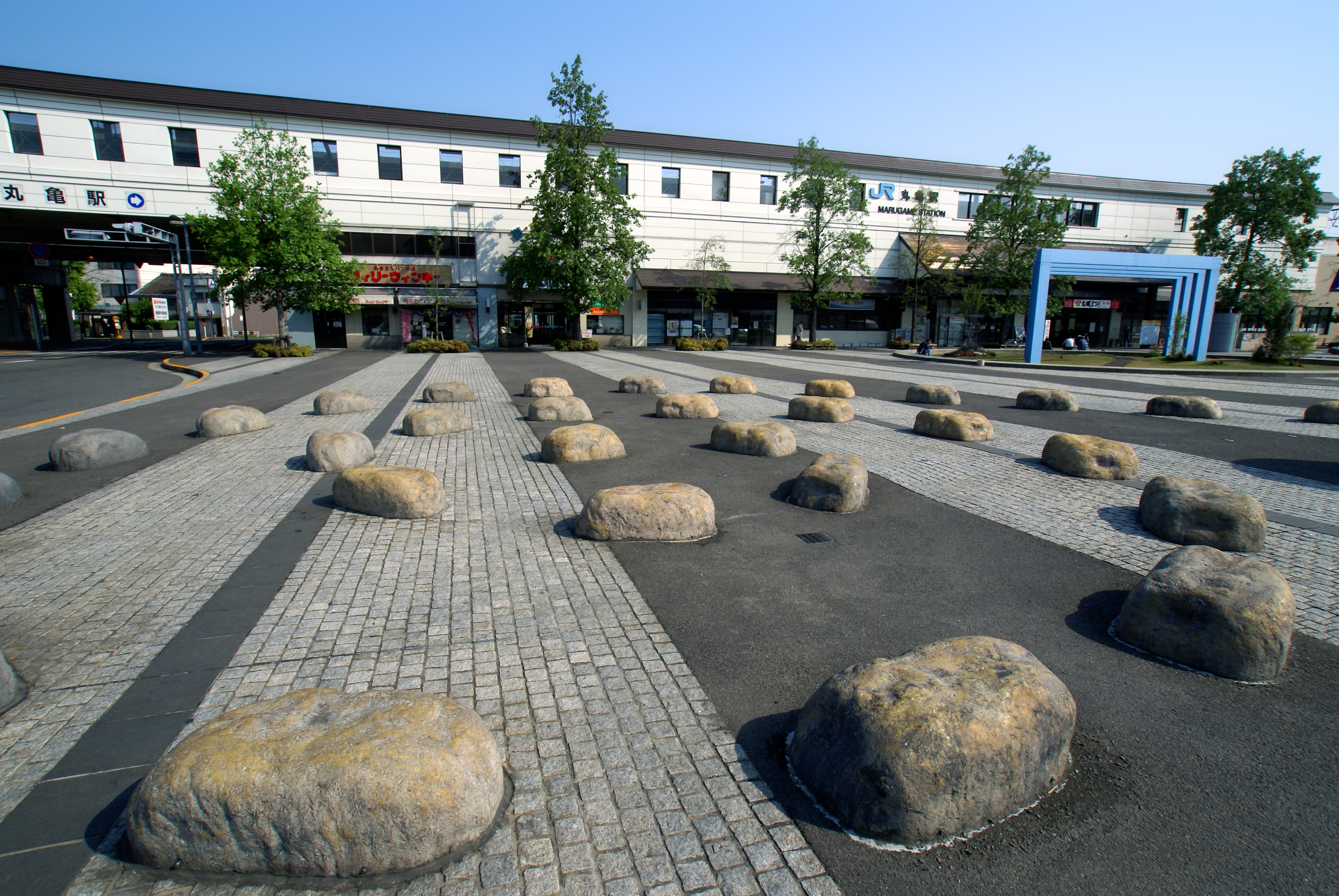
駅舎。MIMOCAに続く駅前広場にはパブリックアートが設置されている
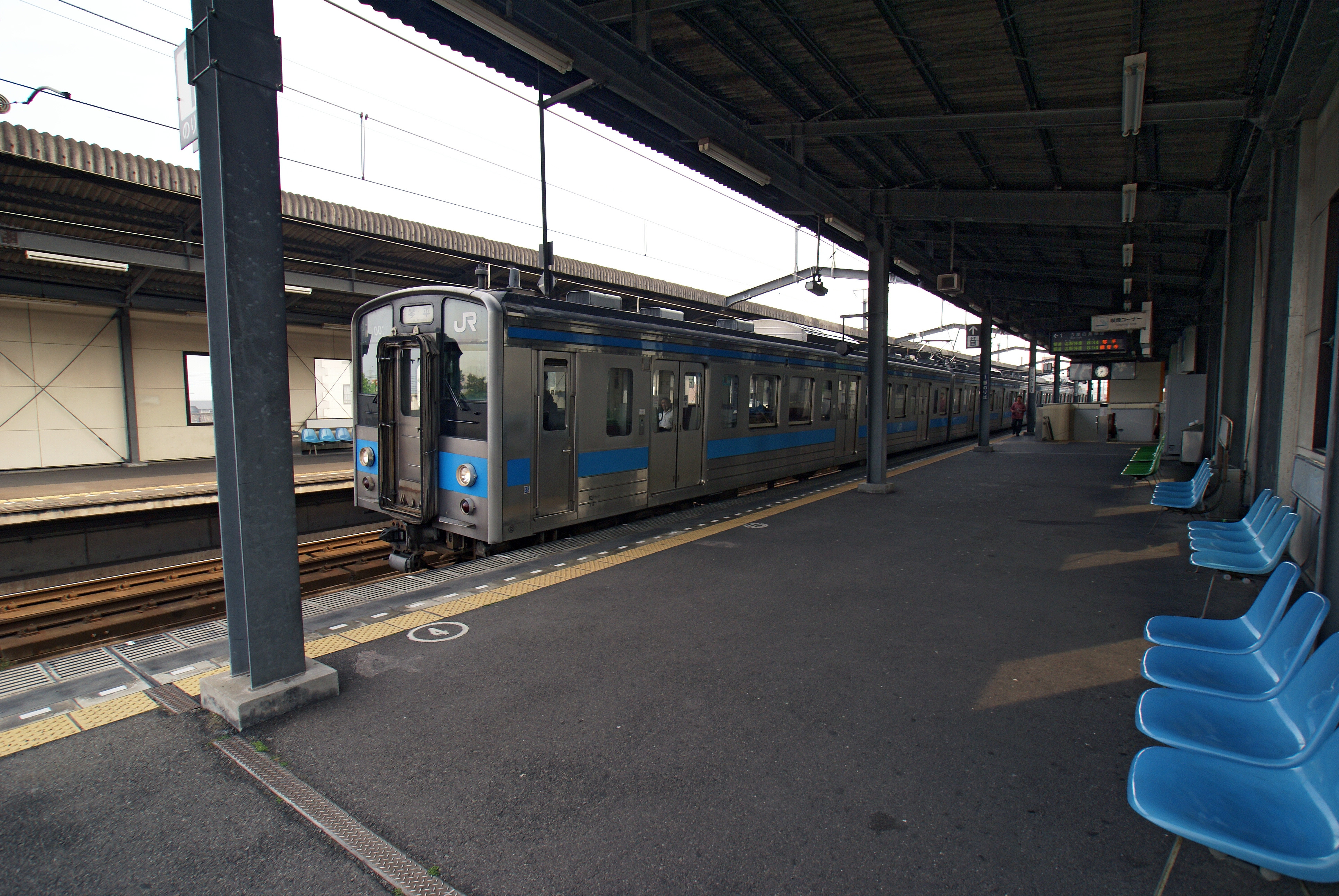
ホーム（2007年5月）

## 利用状況
近年における1日平均の乗車人員は以下の通り。
| 年度   | 1日平均 乗車人員 |
| ------ | ---------------- |
| 2004年 | 4,394            |
| 2005年 | 4,190            |
| 2006年 | 4,202            |
| 2007年 | 4,180            |
| 2008年 | 4,125            |
| 2009年 | 3,970            |
| 2010年 | 3,866            |
| 2011年 | 3,826            |
| 2012年 | 3,824            |
| 2013年 | 3,929            |
| 2014年 | 3,853            |
| 2015年 | 3,948            |
| 2016年 | 3,976            |
| 2017年 | 4,010            |
| 2018年 | 3,965            |
| 2019年 | 4,005            |
| 2020年 | 3,278            |

## 駅周辺
丸亀港と丸亀城・丸亀市役所のほぼ中間に位置する。丸亀港フェリーターミナル（塩飽諸島航路乗り場）は北に約600m、 丸亀城北隣に位置する丸亀市役所は南に約800mの位置にある。南口駅前広場の西隣には丸亀市猪熊弦一郎現代美術館・丸亀市立中央図書館が位置しているほか、「歴史と文化の香るふれあい広場」で、平成4年度手づくり郷土賞（ふるさとの色と光）を受賞した。
- まちの駅 秋寅の館
- 丸亀市立資料館
- マルナカパワーシティ丸亀
- 丸亀市うちわの港ミュージアム
- 丸亀平井美術館
- オークラホテル丸亀
- 丸亀競艇場
- 骨付鳥一鶴
- 大手前丸亀中学・高等学校
- 香川県藤井中学・高等学校
- 丸亀市立城北小学校
- 丸亀市立城西小学校
- 丸亀市立東中学校
- 星槎国際高等学校香川キャンパス
- 村上学園高等学校
- 愛媛銀行丸亀支店
- 香川銀行丸亀西支店（・丸亀支店）
- 四国銀行丸亀支店
- 百十四銀行丸亀支店（・同丸亀市役所出張所・同塩屋出張所・丸亀東支店）
- 高松信用金庫丸亀城西支店（・丸亀支店）
- 香川県信用組合丸亀支店
- 香川証券丸亀支店
- ドン・キホーテ 丸亀店
- アパホテル〈丸亀駅前大通〉
- スーパーホテル 丸亀駅前
- 東横INN丸亀駅前
- ホテルアルファーワン丸亀
- エースワン JR丸亀店

## バス路線

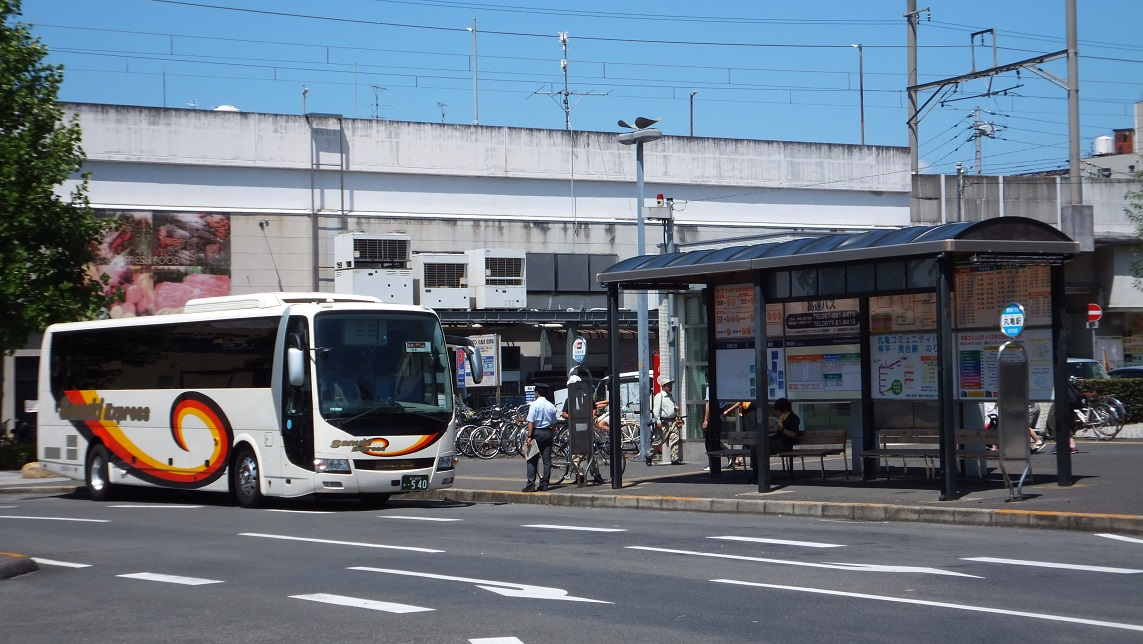
駅前バス停（2015年8月）

南口駅前東側に「丸亀駅」停留所があり、琴参バスと丸亀コミュニティバス（ぐるっとバス）、高速バスが停車する。
| 運行事業者                            | 路線                       | 行先                                                                                               | 備考           |
| 一般路線バス                          | 一般路線バス               | 一般路線バス                                                                                       | 一般路線バス   |
| ------------------------------------- | -------------------------- | -------------------------------------------------------------------------------------------------- | -------------- |
| 琴参バス                              | 琴平線                     | 琴平駅前                                                                                           | 全便土休日運休 |
| 琴参バス                              | 高松空港リムジンバス       | 綾川駅・高松空港                                                                                   |                |
| 丸亀コミュニティバス （ぐるっとバス） | 丸亀西線                   | 城西高校方面 塩屋橋方面 労災病院                                                                   |                |
| 丸亀コミュニティバス （ぐるっとバス） | 丸亀東線                   | 三谷団地前 宇多津駅北口                                                                            |                |
| 丸亀コミュニティバス （ぐるっとバス） | 丸亀垂水線                 | （右回り）丸亀高校・郡家郵便局・垂水橋方面 （左回り）丸亀城前・高津団地・岸の上・垂水橋方面 丸亀港 |                |
| 丸亀コミュニティバス （ぐるっとバス） | レオマ宇多津線             | NEWレオマワールド 宇多津駅北口                                                                     |                |
| 丸亀コミュニティバス （ぐるっとバス） | 綾歌宇多津線               | 綾歌市民総合センター 宇多津駅南口 湯舟道                                                           |                |
| 高速バス                              |                            | |                |
| 四国高速バス                          | さぬきエクスプレス大阪号   | 三宮駅・大阪駅・USJ方面                                                                            |                |
| 四国高速バス                          | さぬきエクスプレス名古屋号 | 名古屋駅（名鉄バスセンター）                                                                       |                |
| 四国高速バス                          | さぬきエクスプレス福岡号   | 小倉駅・博多バスターミナル・西鉄天神高速バスターミナル                                             |                |
| 四国高速バス 西東京バス               | ハローブリッジ号           | 横浜駅・バスターミナル東京八重洲・バスタ新宿・八王子駅・京王八王子駅                               |                |

なお、丸亀市総合運動公園内にあるPikaraスタジアムでJリーグ・カマタマーレ讃岐の試合が行われる際に琴参バスが運行するシャトルバスも南口から発車するが、この場合の乗り場は上述のバス停では無く、猪熊弦一郎現代美術館向かいの臨時バス停となる。
四国高速バスの発券窓口は、2018年10月15日に一度廃止の後2019年2月1日より営業を再開したが、2020年9月より再び休止している。

## 隣の駅
四国旅客鉄道（JR四国）
■予讃線
- 特急「しおかぜ」「いしづち」「ミッドナイトEXP高松」「モーニングEXP高松」「南風」「しまんと」停車駅

■快速「サンポート」・■普通
宇多津駅 (Y09) - 丸亀駅 (Y10) - 讃岐塩屋駅 (Y11)